# Aimé Haegeman
Aimé Haegeman (1861-1935) est un cavalier belge.

## Biographie
D'abord instituteur de l'école d'Ypres, il est promu capitaine au 2e chasseur à cheval au début des années 1900.
Devenu colonel de l'armée belge, il est officier au 2e régiment des Guides et maître d'équitation, à l'École royale militaire.
Il a remporté la médaille d'or du saut d'obstacles aux Jeux olympiques d'été de 1900, à Paris et est ainsi le tout premier Belge à être médaillé d'or aux Jeux olympiques modernes.